# アナポリス (メリーランド州)
座標: 北緯38度58分23秒 西経76度30分4秒 / 北緯38.97306度 西経76.50111度

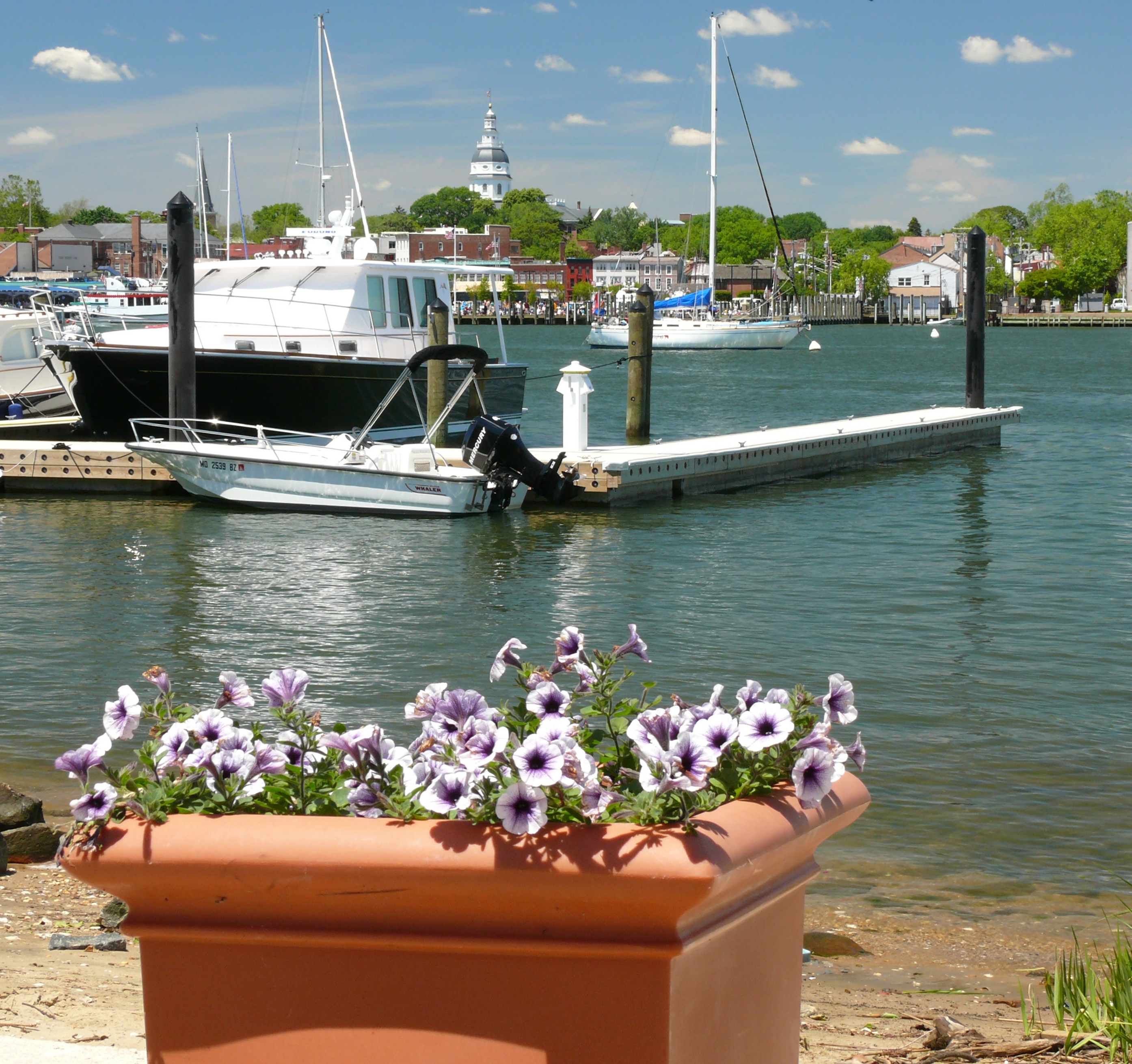
アナポリスのヨットハーバーから街並みとメリーランド州会議事堂を望む

アナポリス（Annapolis）は、アメリカ合衆国メリーランド州の州都。同州の中央に位置している。人口は4万0812人（2020年）  。ワシントンD.C.の東50㎞、ボルチモアの南40㎞に位置しており、ワシントン・ボルチモア・北バージニア広域都市圏に含まれる。
シバーン川（Severn River）がチェサピーク湾に注ぎ込む河口に位置する港町で、海軍兵学校があることで知られる。海軍兵学校を指して「アナポリス」と言うこともある。
また、アナポリスはAmerica's Sailing Capital（アメリカのセーリングの都）と呼ばれ、ヨットのメッカとしても知られている。ダウンタウンの南を流れ、チェサピーク湾に注ぐスパ・クリーク（Spa Creek）の河岸には大規模なマリーナがある。

## 歴史
バージニア植民地を追放された清教徒たちによってシバーン川の北岸にプロビデンスという名の入植地がつくられたのは1649年のことである。清教徒を率いたのはウィリアム・ストーン（William Stone）であった。やがて入植者たちは南岸の、より防護の堅い港のそばに入植地を移し、プロクターズの町、シバーンの町、アン・アランデルの町を次々に建設した。アン・アランデルはその直後に死去したボルチモア卿（Lord Baltimore）の夫人にちなんで名付けられた町であった。この頃、町は奴隷貿易で栄えた。1694年にはカトリック政府が倒れ、フランシス・ニコルソン総督がこの町を植民地の首都とし、アン王女にちなんで町の名が現在のアナポリスに改められた。しかしアナポリスが正式な市になったのは1708年のことであった。
18世紀中盤から独立戦争開戦までにかけては、アナポリスはその裕福で、洗練された社会で知られた。重要度の高い週刊誌となったメリーランド・ガゼット（Maryland Gazette）が、1745年にジョナス・グリーン（Jonas Green）が創刊したものであった。1769年には劇場が開場した。この頃までは、アナポリスでは商業も栄えていた。しかし1780年にボルチモアが入植港になると、アナポリスの港町としての地位が急速に低下し、市の主産業はカキ加工のみとなってしまった。現在のアナポリスではこの時代からの水産業に代わって、ヨットやクルーザーといった娯楽用の船舶が多く見られる。
1783年にパリ条約が締結され、独立戦争が終わると、アナポリスはアメリカ合衆国独立後最初の首都になった。アメリカ合衆国議会は同年11月26日から翌1784年6月3日までアナポリスで開かれた。1783年12月23日、ジョージ・ワシントンが植民地軍司令官を辞職したのもこのアナポリスであった。その後、首都はニュージャージー州のトレントン（現ニュージャージー州都）に移った。
1786年9月、連合規約下でそれぞれ独立した主権を有していた諸州が州間通商上の障壁を取り払うべく、アナポリス会議が開かれた。しかし、参加したのはニューヨーク、ペンシルベニア、バージニア、ニュージャージー、デラウェアの5州だけであった。4日間に渡って会議が行なわれたが、結局ここでは成果が上がらず、議題はフィラデルフィアでの再会議に持ち越された。アメリカ合衆国憲法はフィラデルフィアでの再会議よりも前に制定されていた。1808年、議会は奴隷の輸入を禁止し、アナポリスを長きにわたって支えてきた奴隷貿易に終止符が打たれた。
南北戦争中、アナポリスにはペイロール・キャンプ（Parole Camp）が置かれた。戦争が長引くにつれて、キャンプは市の外側にも広がっていった。キャンプのあった地域は、現在でもペイロールと呼ばれている。また、アナポリスには大規模な病院も置かれ、北軍・南軍捕虜を問わず、負傷兵の治療にあたっていた。

## 名所・ランドマーク

### 歴史的建造物
アナポリスは歴史的な建造物を数多く残す町として知られている。州の財務局のビルのすぐ近くには、17世紀後半に建てられた植民地代表者の官邸が残っている。アンネ聖公会（Saint Anne's Protestant Episcopal church）は、植民地時代には州の教会であった。18世紀に建てられた住居も数多く残っている。市内の何本かの通りにはキング・ジョージ、プリンス・ジョージ、ハノーバー、デューク・オブ・グロスターなど、植民地時代を想起させる名称がついている。
アナポリスにキャンパスを構えるリベラル・アーツ・カレッジ、セントジョンズ大学は、ハーバード大学、ウィリアム・アンド・メアリー大学に次いで全米で3番目に長い歴史を持つ大学である。同学はもとはメリーランド植民地の法律の下で1696年に創立され、1701年に開校したグラマー・スクール、キング・ウィリアムズ・スクール（King William's School）であった。その代表的な建物であるマクドウェル・ホール（McDowell Hall）は、もともとはメリーランド植民地総督の官邸として建設が予定されたもので、1742年には建設費4,000ポンドが承認されていたが、実際に完成したのは独立戦争後のことであった。1789年、キング・ウィリアムズ・スクールは高等教育機関として改組され、現在のセントジョンズ大学となった。

### メリーランド州会議事堂

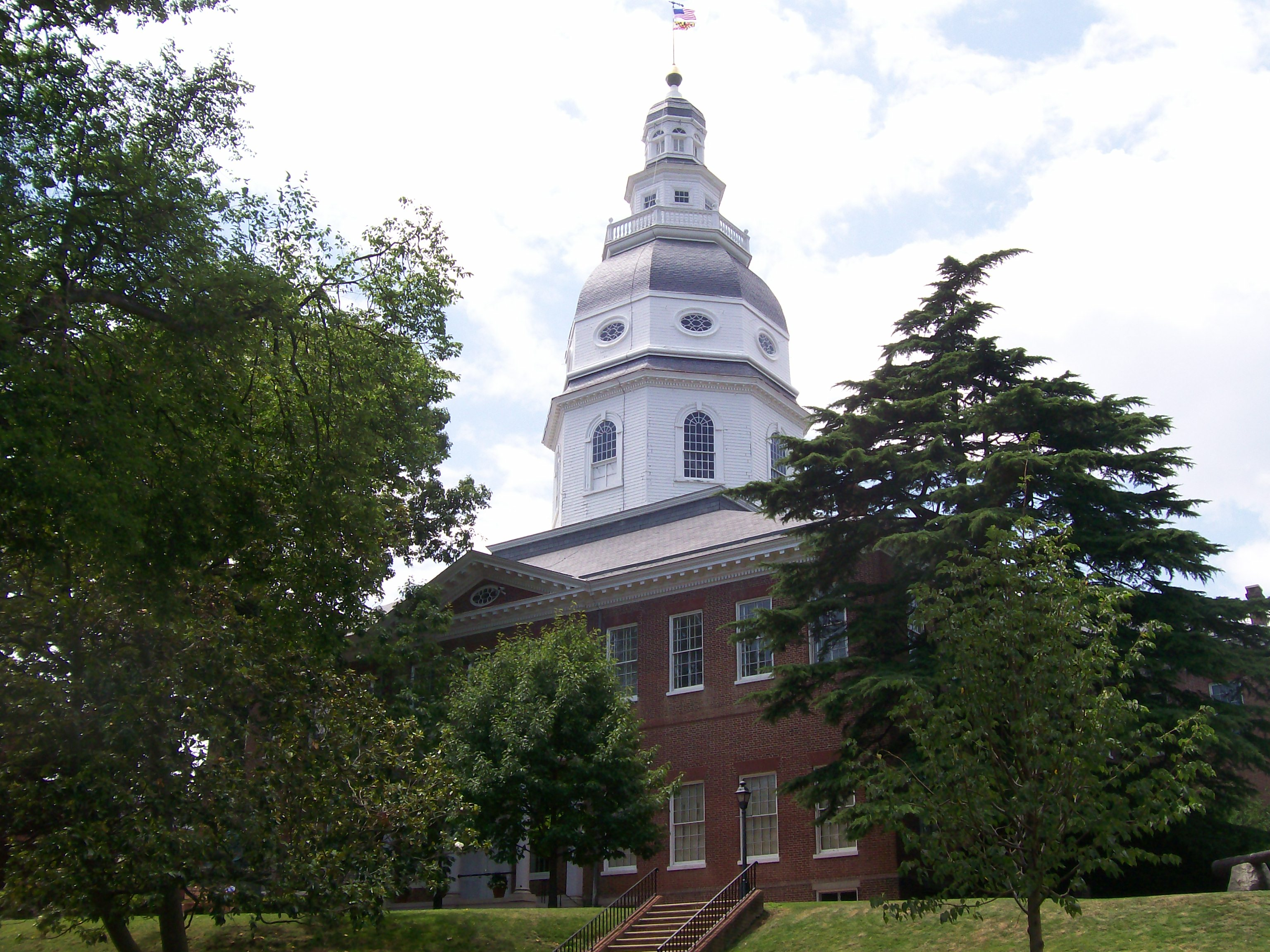
メリーランド州会議事堂

メリーランド州会議事堂は現在でも使用されている立法機関の庁舎としては全米最古のものである。議事堂の建設は1772年に始まり、最初の州会は1779年に開かれた。庁舎の屋上のドームは、釘なしで造られた木製のものとしては全米最大である。1783年11月26日から1784年8月13日にかけては、アナポリスが合衆国の首都となり、このメリーランド州会議事堂が連邦議会議事堂を兼ねた。1784年1月14日にはこの議事堂でパリ条約が批准された。
この議事堂は1783年12月23日にジョージ・ワシントンが陸軍最高司令官の辞任を議会に申請した場所として知られている。ワシントンはアナポリスをアメリカ合衆国の恒久的な首都として定めるよう熱心に訴えていた。また、ワシントンはメリーランド州会議事堂への愛着が強く、後にワシントンD.C.にアメリカ合衆国議会議事堂が建てられることになった際に、メリーランド州会議事堂に似せてデザインするようにとピエール・シャルル・ランファンに命じた、と言われている。

### 銅像
メリーランド州会議事堂の北にはサーグッド・マーシャル（Thurgood Marshall）の像が立っている。マーシャルはボルチモア出身の弁護士で、公民権に関わる数多くの裁判を勝訴に導いた。その後裁判官に転身し、1967年、史上初の連邦最高裁判所の黒人裁判官になった。
司法修習生時代をアナポリスで過ごし、後にアメリカ合衆国司法長官、アメリカ合衆国財務長官、アメリカ合衆国最高裁判所長官を務めたロジャー・トーニーの像も立っている。また、独立戦争において陸軍少将を務めたドイツ出身の軍人、ヨハン・デ・カルブ（Johann de Kalb）の像もある。

### 海軍兵学校
メリーランド州会議事堂と共にアナポリスのシンボルである海軍兵学校は、1845年に陸軍基地の敷地内に建てられた。現在では当時の基地の敷地すべてが海軍兵学校のキャンパスとなっている。キャンパスはダウンタウンの東側、シバーン川がチェサピーク湾に流れ込む河口付近に位置している。

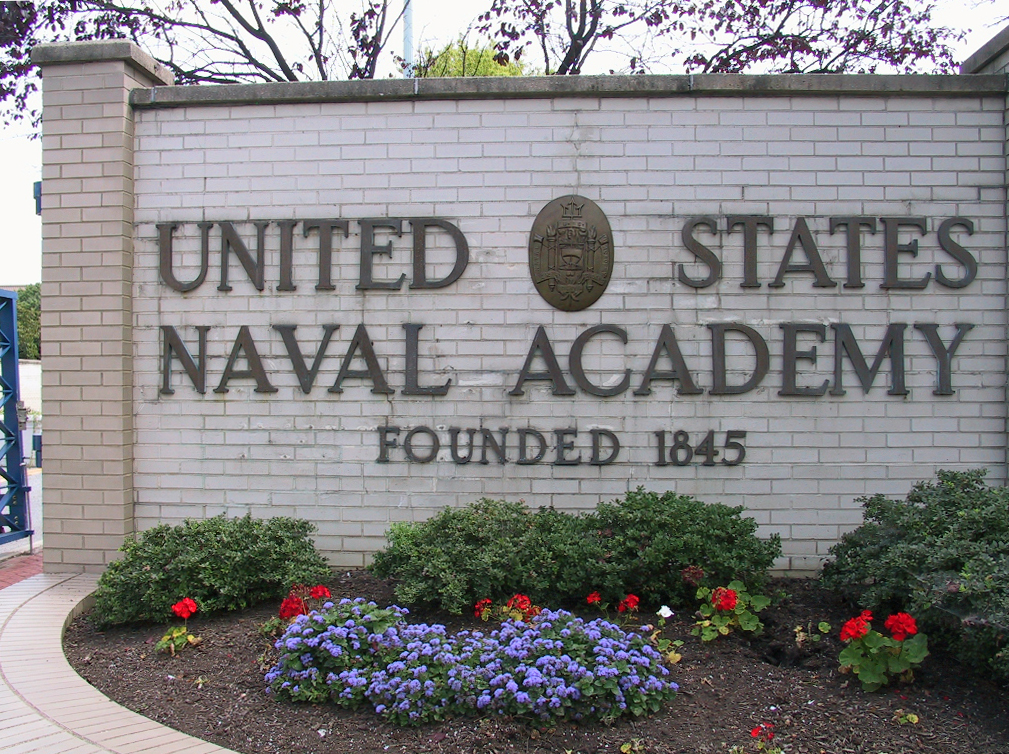
正門
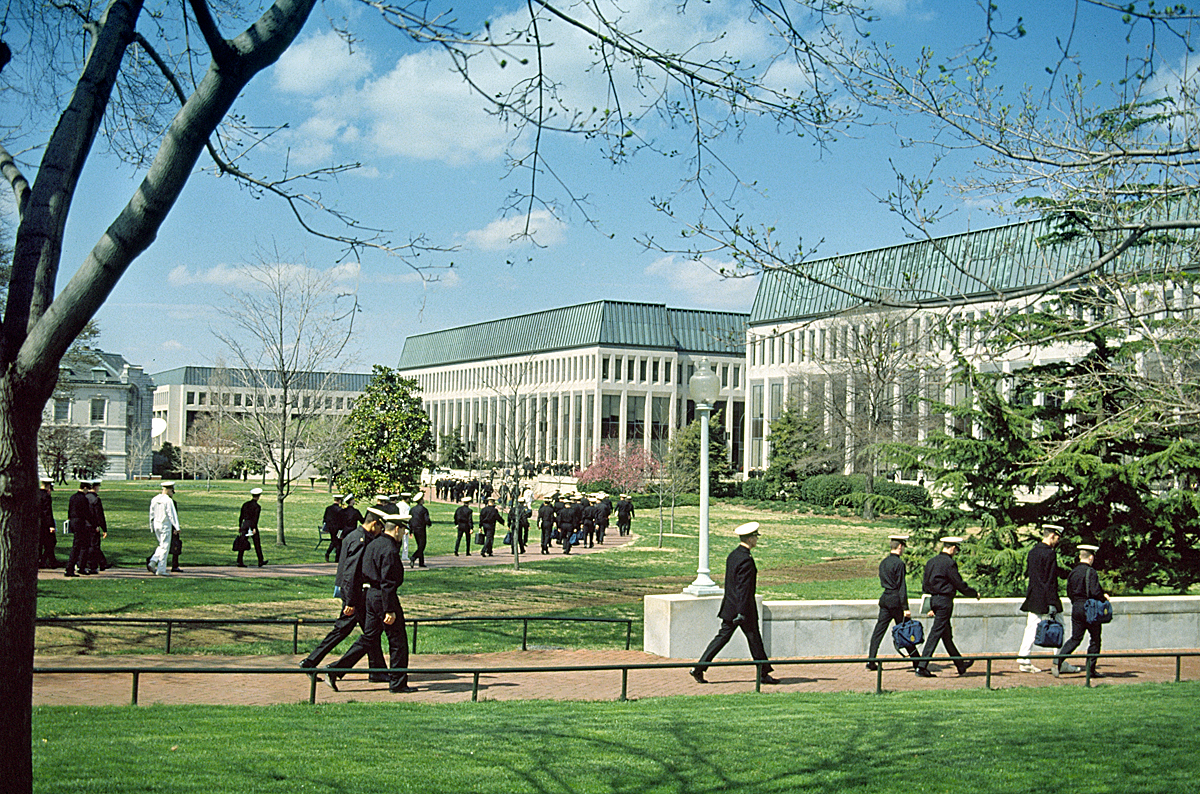
キャンパス
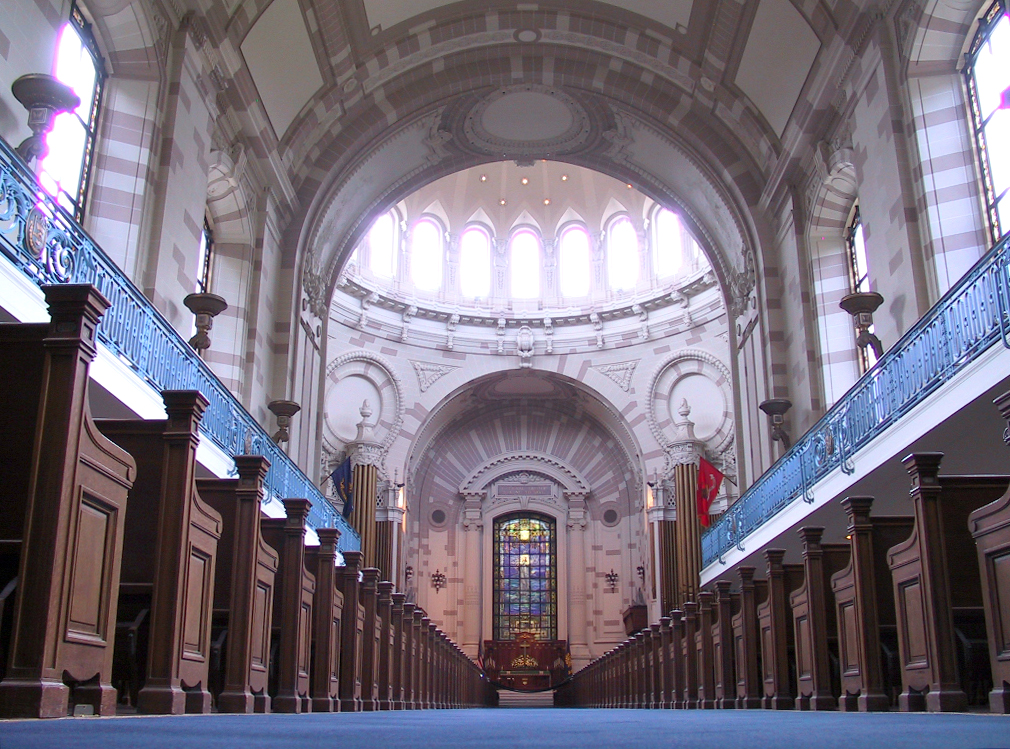
礼拝堂
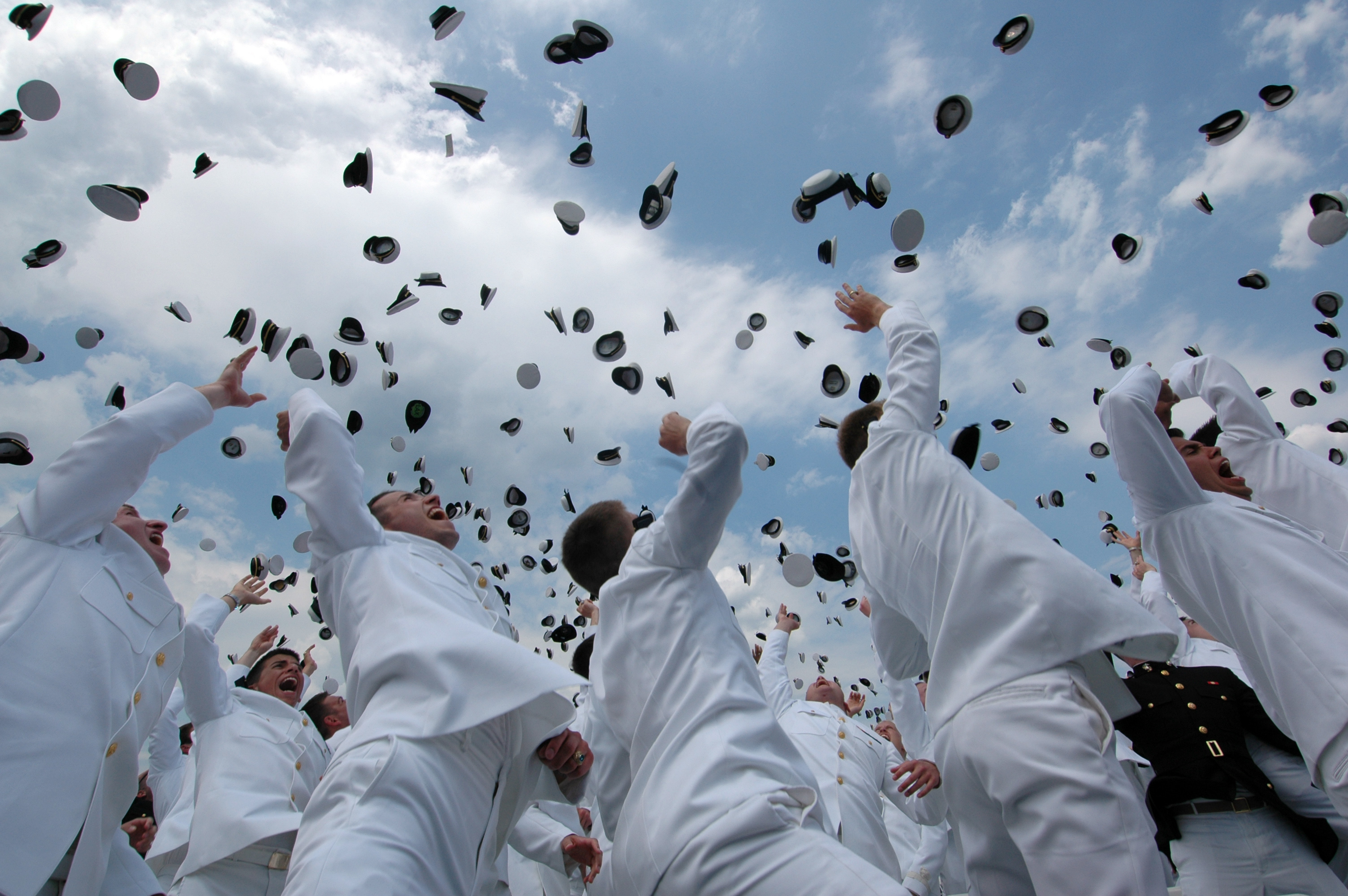
卒業式

### 電波送信機
アナポリスにはNSS Annapolisと呼ばれる超長波送信機が設置されている。この送信機は、アメリカ合衆国海軍が大西洋の潜水艦と交信するために用いられている。

### 劇場
アナポリスの歴史地区には有名な劇場が2軒ある。イースト・ストリート（East St.）にあるコロニアル・プレイヤーズ（Colonial Players）は円形の舞台を有するコミュニティ劇場で、観客は舞台の周囲に着席する。同劇場では年間6本の公演が行なわれる。これに加え、夏の期間中はアナポリス・サマー・ガーデン・シアター（Annapolis Summer Garden Theatre）でも公演が行なわれる。同劇場はアナポリスの港からも見える。同劇場での公演はすべて地元のセント・ジョンズ・カレッジの学生による演劇グループが行なうもので、観劇料は無料である。

## 地理

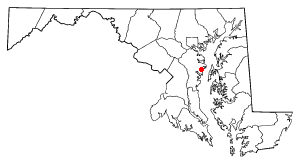
メリーランド州内の位置

アナポリスの座標は北緯38度58分23秒 西経76度30分4秒 / 北緯38.97306度 西経76.50111度（38.972945, -76.501157）である。メリーランド州の州都で、アナランデル郡の郡庁所在地だが、ワシントンD.C.の近くに位置しているため。首都圏の郊外都市の性格が強い。アナポリスは全米50州の州都のうち、最も首都に近いところに位置している。
アメリカ合衆国統計局によると、アナポリス市は総面積19.7km²（7.6mi²）である。そのうち17.4km²（6.7mi²）が陸地で2.3km²（0.9mi²）が水域である。総面積の11.70%が水域となっている。
アナポリスは大西洋岸の平野に位置しており、地形は比較的平坦である。気候は暑い夏と寒い冬、はっきりとした四季に特徴付けられる。ケッペンの気候区分では温暖湿潤気候（Cfa）に属する。

## 人口動態

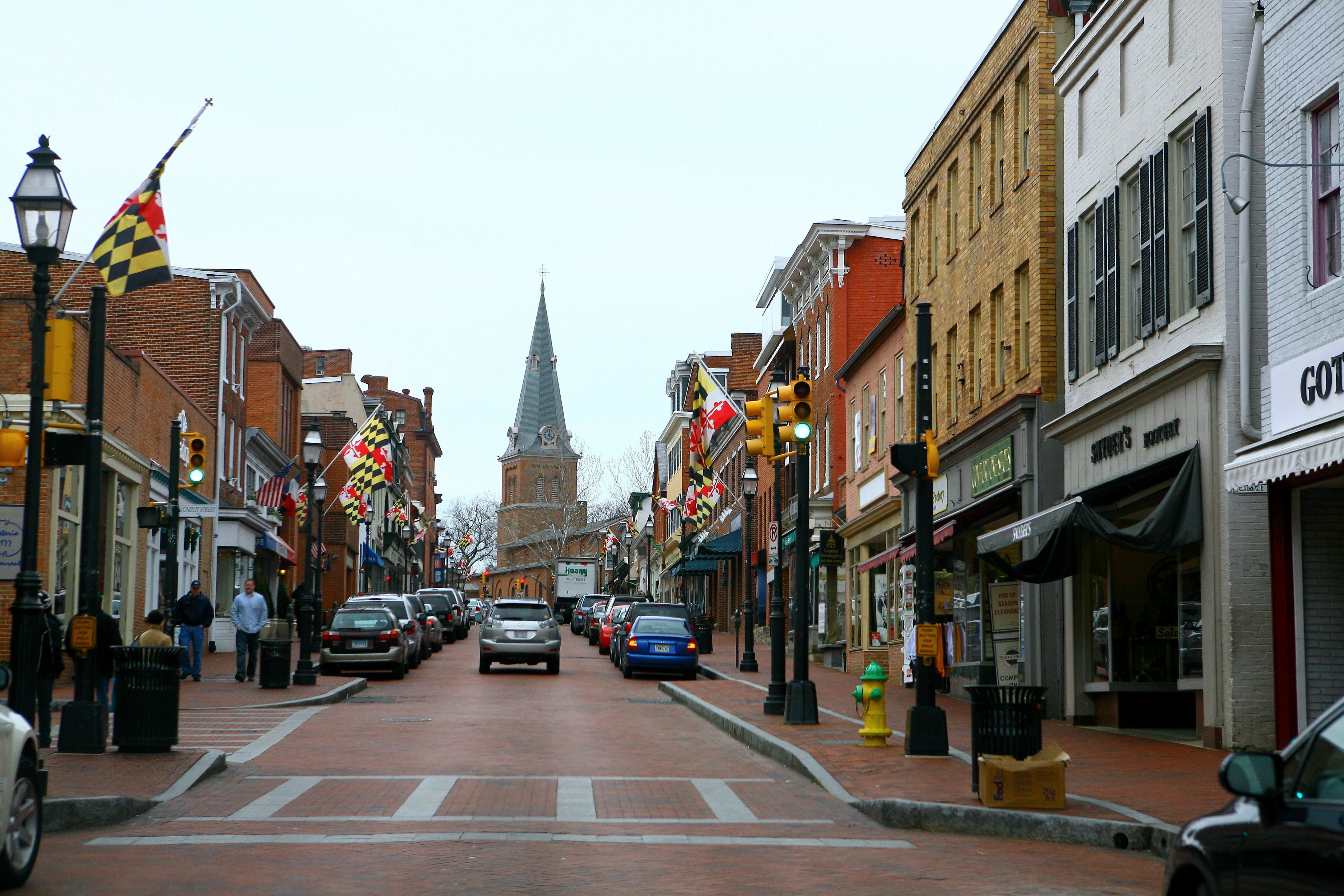
アナポリスのダウンタウン

以下は2000年国勢調査による人口統計データである。
| 基礎データ - 人口: 35,838人 - 世帯数: 15,303世帯 - 家族数: 8,676家族 - 人口密度: 2,056.0人/km²（5,326.0人/mi²） - 住居数: 16,165軒 - 住居密度: 927.4軒/km²（2,402.3軒/mi²） 人種別人口構成 - 白人: 62.66% - アフリカン・アメリカン: 31.44% - ネイティブ・アメリカン: 0.17% - アジア人: 1.81% - 太平洋諸島系: 0.03% - その他の人種: 2.22% - 混血: 1.67% - ヒスパニック・ラテン系: 8.42% - 近年増加傾向にある | 年齢別人口構成 - 18歳未満: 21.7% - 18-24歳: 9.3% - 25-44歳: 33.4% - 45-64歳: 23.7% - 65歳以上: 11.9% - 年齢の中央値: 36歳 - 性比（女性100人あたり男性の人口） - 総人口: 90.0 - 18歳以上: 86.8 世帯と家族（対世帯数） - 18歳未満の子供がいる: 24.5% - 結婚・同居している夫婦: 36.6% - 未婚・離婚・死別女性が世帯主: 16.3% - 非家族世帯: 43.3% - 単身世帯: 32.9% - 65歳以上の老人1人暮らし: 9.2% - 平均構成人数 - 世帯: 2.30人 - 家族: 2.93人 |

## その他
- 2006年に公開されたジャスティン・リン監督、ジェームズ・フランコ主演の映画『アナポリス 青春の誓い』は、この町の海軍兵学校が舞台となった。
- 市長は2017年12月5日よりギャビン・バックリィ(Gavin Buckley)が務めている。

## 姉妹都市
アナポリスは以下の都市と姉妹都市提携を結んでいる。
- タリン（エストニア）
- 鎮海市（大韓民国）
- ニューポート（イギリス・ウェールズ）
- ダンフリーズ（イギリス・スコットランド）
- ウェックスフォード（アイルランド）
- アナポリス・ロイヤル（カナダ・ノバスコシア州）
- カールスクルーナ（スウェーデン）
- レッドウッドシティ（アメリカ合衆国・カリフォルニア州）